# Jerko Matulić
Jerko Matulić, né le 20 avril 1990 à Supetar, est un handballeur international et footballeur croate. Il évolue au poste d'ailier droit dans le club bosnien du RK Rvacka en handball et dans le club croate du NK Postira-Sardi (hr) en football depuis 2021.

## Biographie
Après avoir débuté dans son pays natal au RK Split puis au RK Zagreb entre 2010 et 2014, il rejoint la France pour évoluer pendant deux saisons à Chambéry puis pour deux autres saisons à Nantes où il remporte la Coupe de France en 2017 puis atteint la finale de la Ligue des champions en 2018. En 2018, il rejoint la Pologne et le KS Azoty-Puławy.
Avec l'équipe nationale de Croatie, il a notamment participé au championnat du monde 2011 et au championnat du monde 2017, terminé respectivement à la 5e place et à la 4e place.
En 2021, il s'engage avec le club du RK Rvacka basé à Livno, en deuxième division bosnienne. En parallèle, il se remet au football (sport qu'il pratiquait dans sa jeunesse) à Postira avec le NK Postira-Sardi (hr) engagé en quatrième division croate,. Il retrouve ainsi son île natale de Brač.

## Palmarès

### En clubs
- Vainqueur du Championnat de Croatie (4) : 2011, 2012, 2013, 2014
- Vainqueur de la Coupe de Croatie (4) : 2011, 2012, 2013, 2014
- Vainqueur de la Coupe de France (1) : 2017
- Finaliste de la Ligue des champions en 2018

### En équipe nationale
- 5e place au championnat du monde 2011
- 4e place au championnat du monde 2017

## Galerie

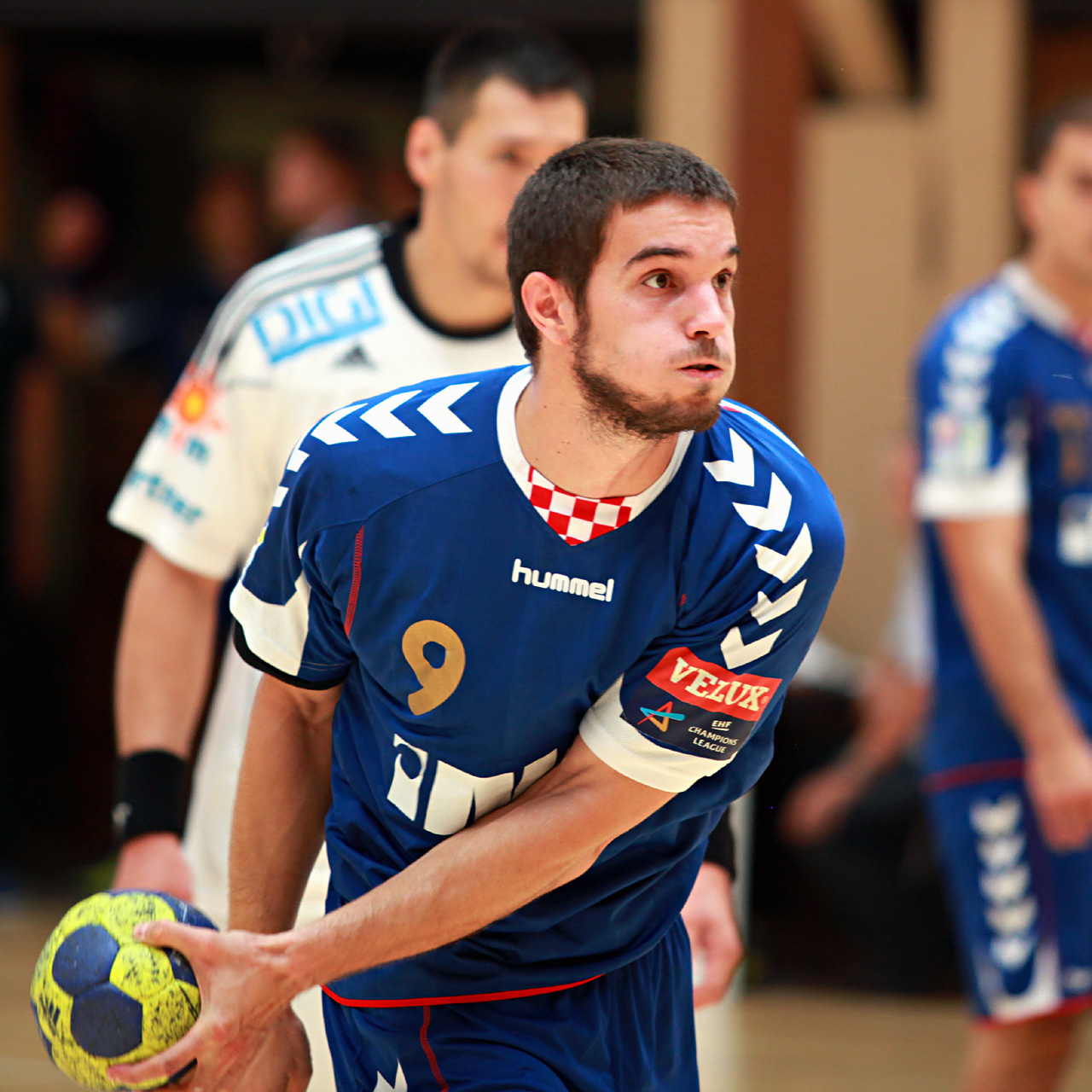
Matulić avec Zagreb en 2012
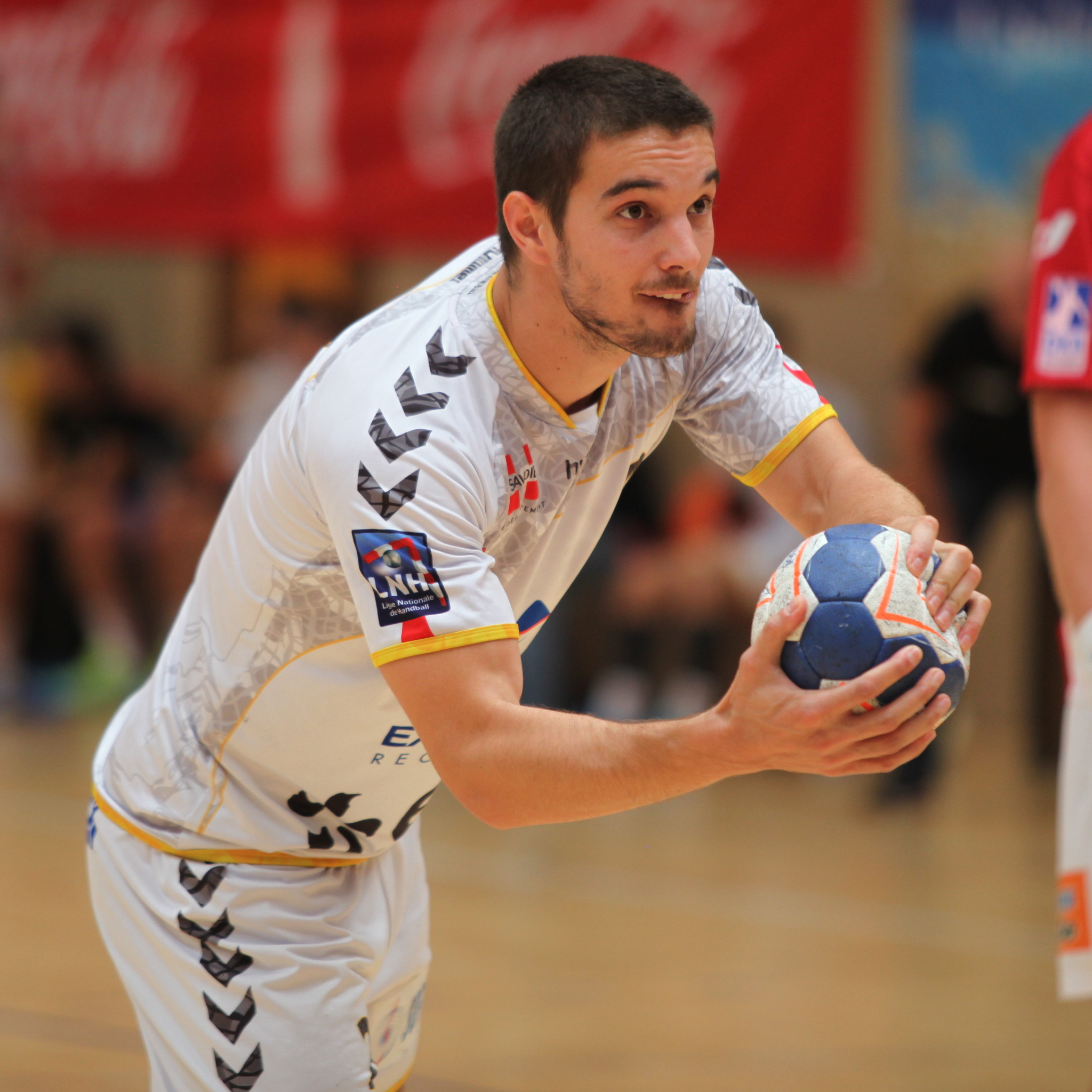
Matulić avec Chambéry en 2014
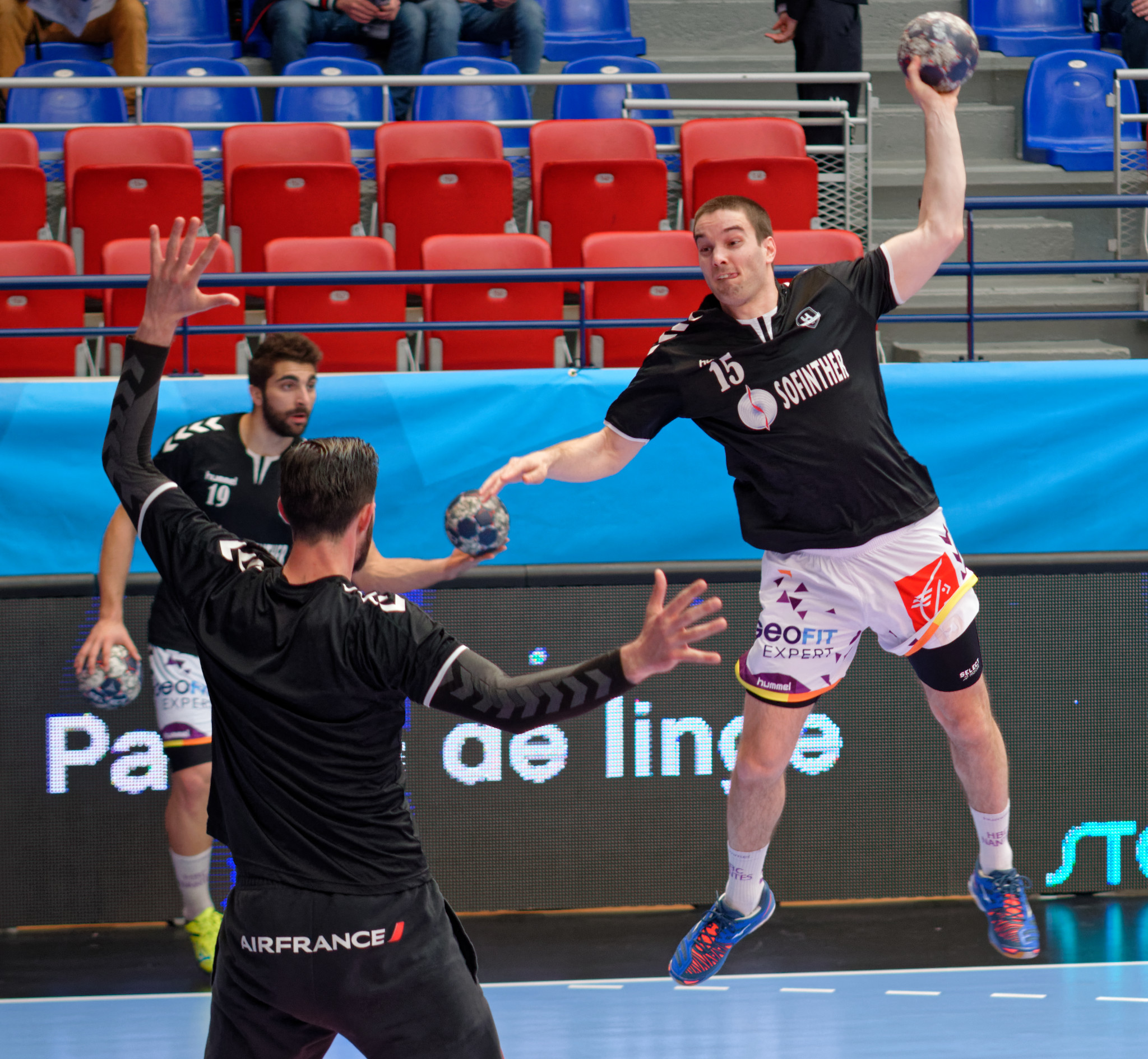
Matulić avec Nantes en 2017.